# Sophie Alour

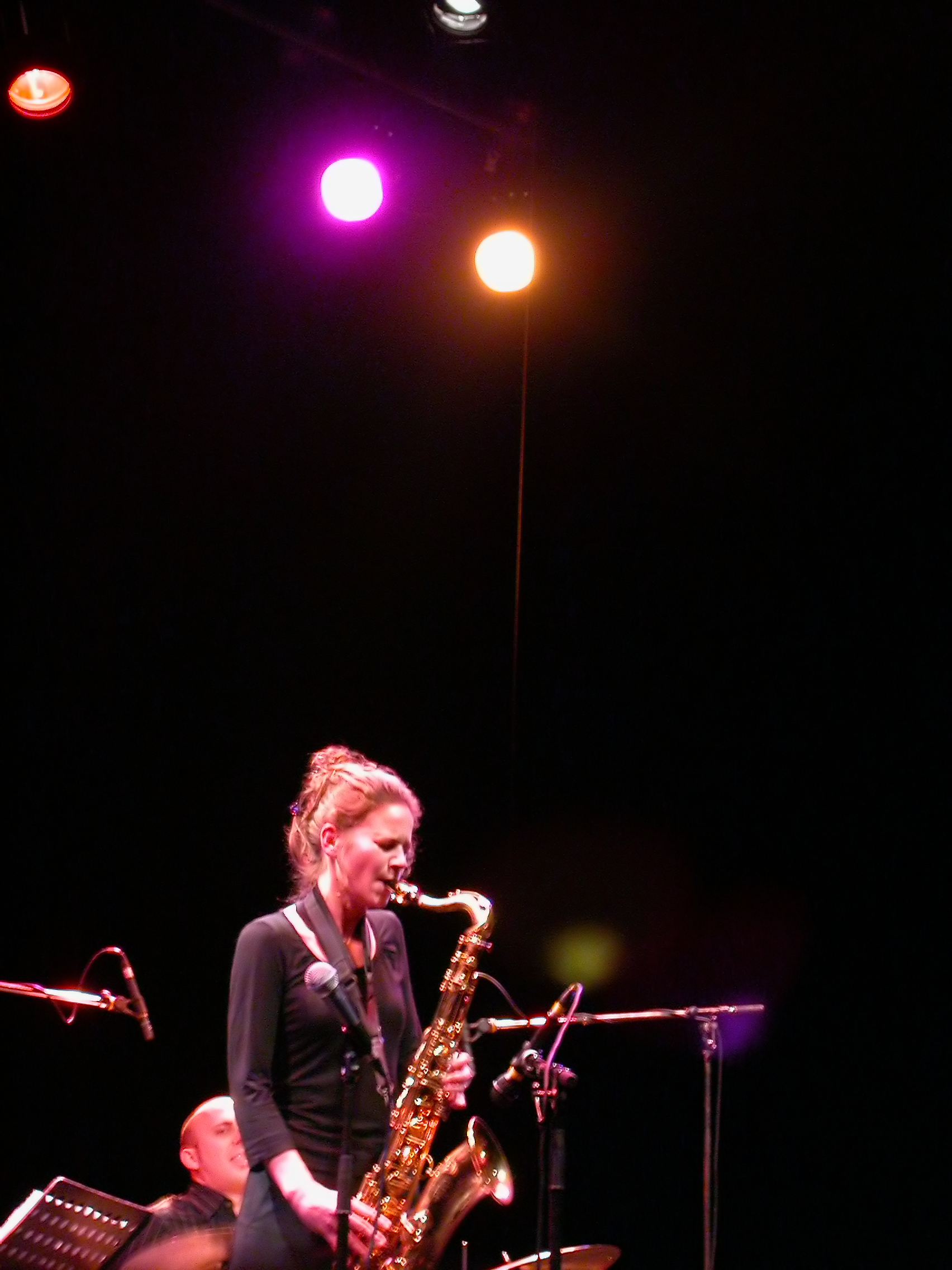
Sophie Alour in 2005.

Sophie Alour (1975) is een Franse jazz-saxofoniste, klarinettiste en componiste.
Alour begon op de klarinet, toen ze negentien was stapte ze over op de saxofoon. In 2000 was ze een van de oprichters van het Vintage Orchestra, in 2005 verscheen van die groep de cd "Thad". In 2001 richtte ze met Stéphane Belmondo een sextet op. Ze speelde in een groep van Jean-Daniel Botta en nam met de bigband van Christophe Dal Sasso een album op. In 2004 was ze actief in het kwartet van Rhoda Scott, werkte ze met Aldo Romano samen en speelde in de bigband van Wynton Marsalis. In 2005 verscheen het eerste album onder haar eigen naam.
In 2007 ontving ze de Django d'Or in de categorie 'nieuw muzikaal talent'.

## Discografie
- Insulaire, Plus Loin/Nocturne Records, 2005
- Uncaged (met Laurent Coq en Sébastien Martel), Plus Loin/Nocturne Records, 2007
- Opus 3 (met Karl Jannuska en Yoni Zelnik), Plus Loin, 2009
- La Géographie des Rêves, Naïve Records, 2012
- Shaker, Naïve Records, 2013